# Rónald Gómez
Rónald Gómez Gómez (Puntarenas, Costa Rica, 24 de enero de 1975) es un exfutbolista y entrenador costarricense.

## Trayectoria
Debutó en la Primera División de Costa Rica en 1992 en el A. D. Carmelita, equipo con el que tuvo dos destacadas campañas. Eso le valió pasar, en 1994, al L. D. Alajuelense, club con el que se consolida como futbolista, logrando ganar tanto el campeonato de 1996 como ser el máximo goleador de la temporada con veintisiete goles.
Esto propició su salida al ámbito internacional, siendo contratado en 1996 por el Real Sporting de Gijón de España. Posteriormente, jugó con el Hércules C. F., el C. S. D. Municipal de Guatemala y el O. F. I. Creta de Grecia entre 1997 y 2003. Al regresar a Costa Rica, en 2004, fue contratado por el Deportivo Saprissa, equipo con el que ganó cuatro campeonatos nacionales y una Liga de Campeones de la Concacaf e, individualmente, ganó la Bota y el Balón de Oro en 2005. Disputó, además, el Mundial de Clubes 2005, donde terminó en tercer lugar tras el São Paulo F. C. y el Liverpool F. C. En su paso por Saprissa mediaron dos salidas al exterior: una al fútbol de Kuwait y otra al fútbol de Chipre.
En 2008, terminó su contrato con Saprissa, retirándose del fútbol para ser entrenador de Carmelita en el Campeonato de Verano 2009, sin poder evitar el descenso del equipo. Para el Torneo de Invierno 2009 Gómez oficializó, a los treinta y cuatro años, su regreso como jugador con el Santos de Guápiles, recién ascendido a la Primera División costarricense, aunque a los pocos meses se retiró definitivamente para comenzar a dirigir a ese mismo club durante casi un año hasta que fue despedido. Entre 2012 y 2013 ocupó el banquillo de la A. D. Juventud Escazuceña, equipo de la Segunda División de Costa Rica.
Su siguiente club fue el Halcones F. C. de Guatemala, al que dirigió en los torneos Apertura 2013 y Clausura 2014. En mayo de 2014 fue presentado como nuevo entrenador del Limón F. C., equipo que abandonó tras presentar su renuncia en septiembre. Tras una segunda etapa en Halcones, pasó a dirigir al Deportivo Malacateco en noviembre de 2015. En diciembre de 2016 se anunció su fichaje por el Xelajú M. C., al que entrenó hasta su destitución en febrero de 2018.

## Selección nacional
Fue internacional con la selección costarricense en 91 ocasiones, en las que marcó veinticuatro goles. Disputó las Copas del Mundo de 2002 y 2006, en las que anotó tres tantos. Esta cifra lo sitúa, junto con Paulo Wanchope, como el jugador costarricense y centroamericano que más goles ha conseguido en la historia de los Mundiales.

### Participaciones en Copas del Mundo
| Mundial           | Sede                | Resultado    |
| ----------------- | ------------------- | ------------ |
| Copa Mundial 2002 | Corea del Sur Japón | Primera fase |
| Copa Mundial 2006 | Alemania            | Primera fase |

### Participaciones en Copa América
| Copa              | Sede     | Resultado        |
| ----------------- | -------- | ---------------- |
| Copa América 1997 | Bolivia  | Primera fase     |
| Copa América 2001 | Colombia | Cuartos de final |
| Copa América 2004 | Perú     | Cuartos de final |

## Clubes

### Como jugador
| Club               | País       | Año       |
| ------------------ | ---------- | --------- |
| A. D. Carmelita    | Costa Rica | 1992-1994 |
| L. D. Alajuelense  | Costa Rica | 1994-1996 |
| Sporting de Gijón  | España     | 1996-1997 |
| Hércules C. F.     | España     | 1997-1998 |
| C. S. D. Municipal | Guatemala  | 1998-1999 |
| O. F. I. Creta     | Grecia     | 1999-2002 |
| Qadsia S. C.       | Kuwait     | 2002-2003 |
| Club Irapuato      | México     | 2003      |
| Deportivo Saprissa | Costa Rica | 2004-2006 |
| APOEL de Nicosia   | Chipre     | 2006-2007 |
| Deportivo Saprissa | Costa Rica | 2007-2008 |
| Santos de Guápiles | Costa Rica | 2009      |

### Como director técnico
| Club                   | País       | Año       |
| ---------------------- | ---------- | --------- |
| A. D. Carmelita        | Costa Rica | 2009      |
| Santos de Guápiles     | Costa Rica | 2010      |
| Juventud Escazuceña    | Costa Rica | 2012-2013 |
| Halcones F. C.         | Guatemala  | 2013-2014 |
| Limón F. C.            | Costa Rica | 2014      |
| Halcones F. C.         | Guatemala  | 2014-2015 |
| Deportivo Malacateco   | Guatemala  | 2015-2016 |
| Xelajú M. C.           | Guatemala  | 2016-2018 |
| Deportivo Malacateco   | Guatemala  | 2018-2021 |
| F. C. Santa Lucía      | Guatemala  | 2022-2023 |
| Apollon Smyrnis        | Grecia     | 2023-2024 |
| Deportivo Achuapa      | Guatemala  | 2024-2025 |
| Club Deportivo Iztapa  | Guatemala  | 2025      |
| Coatepeque Fútbol Club | Guatemala  | 2025-     |

### Como segundo director técnico
| Equipo                  | País       | Año       |
| ----------------------- | ---------- | --------- |
| Selección de Costa Rica | Costa Rica | 2021-2022 |

## Palmarés

### Como jugador

#### Títulos nacionales
| Título                         | Equipo             | País       | Año  |
| ------------------------------ | ------------------ | ---------- | ---- |
| Primera División de Costa Rica | L. D. Alajuelense  | Costa Rica | 1996 |
| Primera División de Costa Rica | Deportivo Saprissa | Costa Rica | 2006 |
| Primera División de Costa Rica | Deportivo Saprissa | Costa Rica | 2007 |
| Primera División de Costa Rica | Deportivo Saprissa | Costa Rica | 2008 |
| Primera División de Costa Rica | Deportivo Saprissa | Costa Rica | 2008 |

#### Títulos internacionales
| Título                           | Equipo             | Sede             | Año  |
| -------------------------------- | ------------------ | ---------------- | ---- |
| Liga de Campeones de la Concacaf | Deportivo Saprissa | Ciudad de México | 2005 |